# 傅忠雄
傅忠雄（1944年11月1日—），中华民国政界人士，歷任中國國民黨中央委員會中評委，組工會總幹事，台灣省黨部書記長。台中、彰化、高雄、苗栗、桃園縣黨部主委。

## 生平
傅忠雄中學就讀於省立新竹中學，之後北上求學，於政治大學東亞研究所取得碩士學位。担任桃園縣、新竹縣救國團團委會總幹事，國際青年活動中心總幹事，總團部學校組副組長；唐榮公司常務董事。党务工作中，担任中央委員、中央評議委員、中央考紀會委員、組工會總幹事、省黨部書記長等。1982年起任台中市黨部主委，后任彰化、苗栗、高雄等地黨部主委。
1989年與范振宗競選新竹縣長以些微差距落敗。2006年8月，率领中國國民黨桃園縣黨部交流团訪問東莞市。29日，与中共东莞市委书记刘志庚会面。2010年1月，桃園縣第二選舉區立法委員缺額補選，中國國民黨候选人陳麗玲落选，傅忠雄辞桃園縣黨部主任委員。